# Fraude archéologique
 (janvier 2022).
Si vous disposez d'ouvrages ou d'articles de référence ou si vous connaissez des sites web de qualité traitant du thème abordé ici, merci de compléter l'article en donnant les références utiles à sa vérifiabilité et en les liant à la section « Notes et références ».

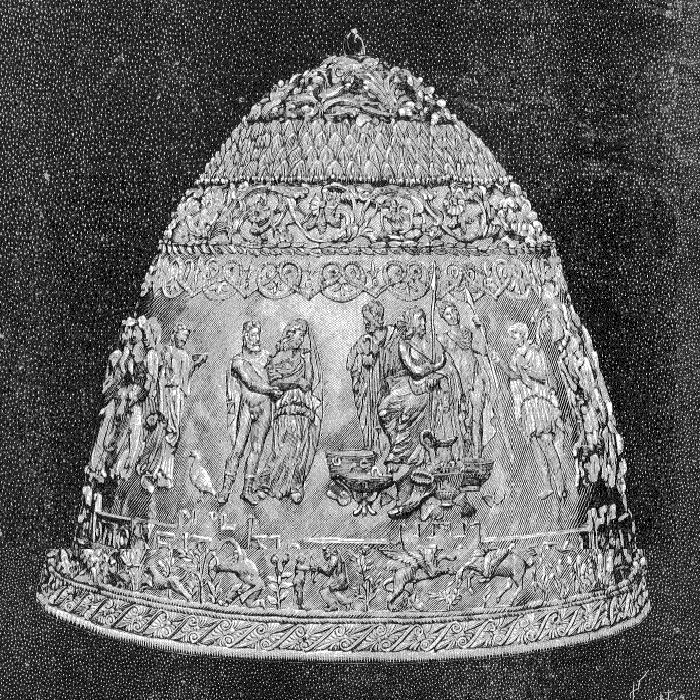
Tiare de Saïtapharnès

Une fraude archéologique est une fraude scientifique liée à l'archéologie. Elle peut consister en une production de faux objets supposés anciens, en l'introduction frauduleuse d'objets faux ou authentiques dans de vrais niveaux archéologiques, voire en la création de toutes pièces d'un site archéologique. Il existe également des exemples de fraudes paléontologiques comme celle liée à l'Archaeoraptor.

## Motivations
Comme les faux artistiques, la plupart des fraudes archéologiques sont motivées par l'appât du gain. La valeur monétaire d'un objet censé dater de plusieurs milliers d'années est plus grande que celle du même objet vendu comme souvenir. Il arrive donc que de faux objets archéologiques soient confectionnés afin d'être vendus sur le marché des antiquités, voire à des musées.
Toutefois, les auteurs de fraudes archéologiques ou paléontologiques peuvent avoir d'autres motivations. Ils peuvent tenter de créer des preuves en faveur d'un point de vue ou d'une théorie qu'ils défendent, ou au contraire contre des idées qu'ils rejettent. Si l'objectif est de créer une preuve dans le domaine religieux, il convient alors de parler de « fraude pieuse ». Ils peuvent également rechercher pour eux-mêmes une forme de célébrité ou de prestige en tant qu'inventeurs. Ainsi, « la fabrication des faux peut aussi être - en tant que pratique visant à retrouver les gestes et les procédés de fabrication - une voie d'accès à la connaissance du passé de l'homme et de ses cultures et par la même, la voie de l'authenticité. »

## Détection
La détection des fraudes archéologiques s'appuie sur les outils de l'archéologie. Dans la mesure où l'âge des objets est généralement le point le plus important, on fait appel à des méthodes de datation absolue comme la datation par le carbone 14. On peut également mettre en œuvre des analyses par activation neutronique instrumentale.

## Critiques du commerce des antiquités
Certains historiens et archéologues ont vivement critiqué le commerce des antiquités pour placer la recherche de profit et la collection d’œuvres d'art avant le souci de rigueur scientifique. Ce commerce favorise effectivement la fraude archéologique. Il semblerait que certains objets présentés dans des musées renommés soient d'origine douteuse ou tout au moins inconnue. Les pillards qui s'attaquent des gisements archéologiques importants et fournissent le marché des antiquités sont rarement intéressés par la datation ou la position stratigraphique précise des objets qu'ils exhument. Les vendeurs d'antiquités peuvent également embellir un objet authentique pour en augmenter la valeur. Certains vendent parfois des objets attribués à des cultures qui n'existent pas.
Comme dans le cas de fraudes artistiques, les scientifiques et les experts ne sont pas toujours d'accord sur l'authenticité de certaines découvertes. Les recherches de certains scientifiques peuvent dans certains cas porter sur des objets soupçonnés ensuite d'être des faux.

## Exemples de fraudes archéologiques
Certaines fraudes archéologiques sont liées à de grandes fouilles archéologiques. Historiquement, les gisements célèbres comme ceux de Crète, de la vallée des Rois en Égypte ou de Pompéi en Italie ont suscité la réalisation d'objets frauduleux censés avoir été subtilisés sur les fouilles. Ils ont ensuite été mis en vente sur le marché parallèle mais certains ont aussi été intégrés à des collections de musées et ont pu faire l'objet d'études historiques. Les fraudes ont aussi concerné les poteries précolombiennes d'Amérique du Sud, les céramiques de l'Égypte ancienne et les objets en or de Grèce antique. 

### Auteurs de fraudes archéologiques
Fraudes scientifiques
- Tjerk Vermaning (en) (1929-1986), archéologue amateur hollandais dont les découvertes censées dater du Paléolithique moyen se sont révélées fausses.
- Shinichi Fujimura (1950-), archéologue japonais surpris en train d'introduire des vestiges dans des couches archéologiques afin d'augmenter son prestige.

Fraudes commerciales
- Moses Wilhelm Shapira (en) (1830-1884), fournisseur de faux vestiges bibliques.
- Edward Simpson (1815-1870), géologue et faussaire de l'ère victorienne ayant réalisé de faux outils de silex taillé. Il a vendu ses créations à de nombreux musées britanniques, dont le Yorkshire Museum et le British Museum.
- Alceo Dossena (1878-1937), sculpteur italien créateur au XIXe siècle de nombreuses statues archaïques et médiévales.
- Brígido Lara (en) (né en 1939), faussaire mexicain auteur de fausses antiquités précolombiennes.
- Shaun Greenhalgh (né en 1961), faussaire britannique prolifique et polyvalent ; avec l'aide de sa famille, il produisit des statues de l'Égypte ancienne, de l'argenterie romaine et des bijoux celtes en or. Il fut arrêté en 2006 alors qu'il tentait de vendre trois reliefs assyriens au British Museum.

### Fraudes archéologiques et canulars connus
- Crâne de Calaveras
- Géant de Cardiff
- Tablettes de Davenport (en)
- Fausses momies (en)

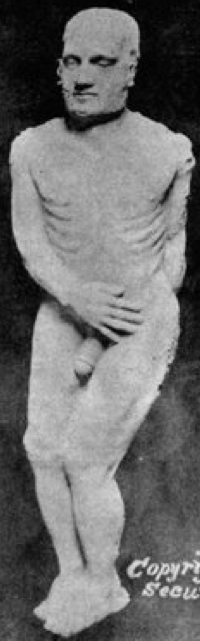
Le géant de Cardiff (1869)

- Faux guerriers étrusques du Metropolitan Museum of Art
- site de Glozel, tablettes de terre cuite portant des inscriptions préhistoriques
- Pierre de Grave Creek (en)
- Reliques du Michigan (en)
- Princesse perse (en), fausse momie antique, possible victime d'un meurtre
- Homme de Piltdown
- Tiare de Saïtapharnès au musée du Louvre
- Vénus de Brizet
- Objets « découverts » en 2006 à Iruña-Veleia
- Crâne de cristal
- Canular paléolithique japonais (en)
- Glyphes de Gosford (en)
- Walam Olum (en)

### Affaires généralement considérées comme des fraudes par les archéologues professionnels
- Ossuaire de Silwan
- Newark Holy Stones (en)
- Pierre runique de Kensington